# Квадратурна формула Гаусса — Лаґерра
У чисельному аналізі квадрату́рна фо́рмула Га́усса — Лаґе́рра або метод Гаусса — Лаґерра — це поліпшення формули чисельного інтегрування Гаусса.
Квадратурна формула Гаусса — Лаґерра апроксимує значення інтегралів вигляду:
{\displaystyle \int \limits _{0}^{+\infty }e^{-x}f(x)\,dx}
поруч за {\displaystyle n} точками:
{\displaystyle \int \limits _{0}^{+\infty }e^{-x}f(x)\,dx\approx \sum _{i=1}^{n}w_{i}f(x_{i}),}
де {\displaystyle x_{i}} — це {\displaystyle i}-й корінь полінома Лаґерра {\displaystyle L_{n}(x)}, а коефіцієнти {\displaystyle w_{i}}:
{\displaystyle w_{i}={\frac {x_{i}}{(n+1)^{2}L_{n+1}^{2}(x_{i})}}.}

## Для функції довільного вигляду
Для інтеграла довільної функції можна записати:
{\displaystyle \int \limits _{0}^{+\infty }f(x)\,dx=\int \limits _{0}^{+\infty }f(x)e^{x}e^{-x}\,dx=\int \limits _{0}^{+\infty }g(x)e^{-x}\,dx,}
де {\displaystyle g(x)=f(x)e^{x}}.
Далі можна застосувати квадратурну формулу Гаусса — Лаґерра до нової функції {\displaystyle g(x)}.